# 尖瓣花
尖瓣花（学名：Sphenoclea zeylanica），为密穗桔梗科尖瓣花屬(Sphenoclea)下的一个植物种。种名zeylanica意为斯里兰卡的。